# Hilara hirtipes
Hilara hirtipes är en tvåvingeart som beskrevs av Collin 1927. Hilara hirtipes ingår i släktet Hilara och familjen dansflugor. Inga underarter finns listade i Catalogue of Life.